# Cotylelobium
Cotylelobium es un género de plantas perteneciente a la familia Dipterocarpaceae. Comprende 14 especies descritas y de estas, solo 5  aceptadas.

## Distribución
Las especies se distribuyen por Borneo, Sri Lanka, Península de Tailandia, Sumatra, y Península de Malasia. Cinco especies están incluidas en peligro de extinción en  IUCN.

## Taxonomía
El género fue descrito por Jean Baptiste Louis Pierre y publicado en Flore Forestière de la Cochinchine , t. 235. 1890.
Etimología
Su nombre deriva del griego de  (kotyle = una pequeña taza y  lobos = una vaina) que describe su receptáculo. 

## Especies aceptadas
A continuación se brinda un listado de las especies del género Cotylelobium aceptadas hasta febrero de 2013, ordenadas alfabéticamente. Para cada una se indica el nombre binomial seguido del autor, abreviado según las convenciones y usos:
- Cotylelobium burckii (Heim) Heim
- Cotylelobium lanceolatum Craib
- Cotylelobium lewisianum (Trimen ex Hook.f.) P.S.Ashton
- Cotylelobium melanoxylon (Hook.f.) Pierre
- Cotylelobium scabriusculum (A.DC.) Brandis